# Tannenstammlaus
Die Tannenstammlaus ist eine Art der Blattläuse aus der Familie der Adelgidae. Sie ist in ihrer europäischen Heimat ein minder wichtiger, in Nordamerika ein gefährlicher Schädling an Tannen (Abies). Für den wissenschaftlichen Namen der Art sind zwei Varianten gebräuchlich. In der, vor allem in Europa gebräuchlichen, Nomenklatur nach Börner wird die Art einer eigenständigen Gattung Deyfusia zugeordnet und dann Dreyfusia piceae genannt. In der in Nordamerika vorherrschenden Nomenklatur nach Annand gilt Dreyfusia nur als Untergattung einer weitgefassten Gattung Adelges, die Art heißt dann Adelges piceae.

## Beschreibung

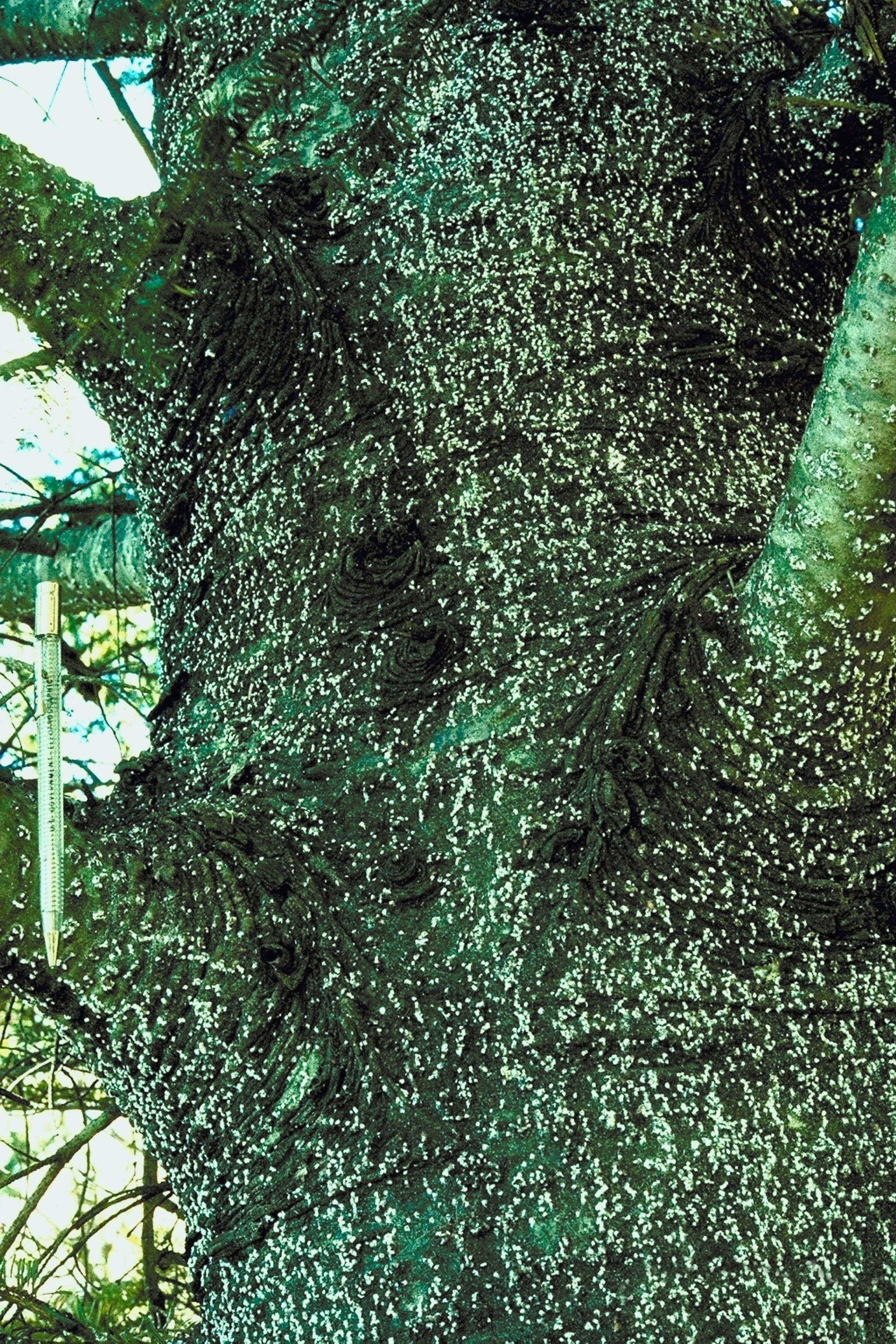
Befallener Baum

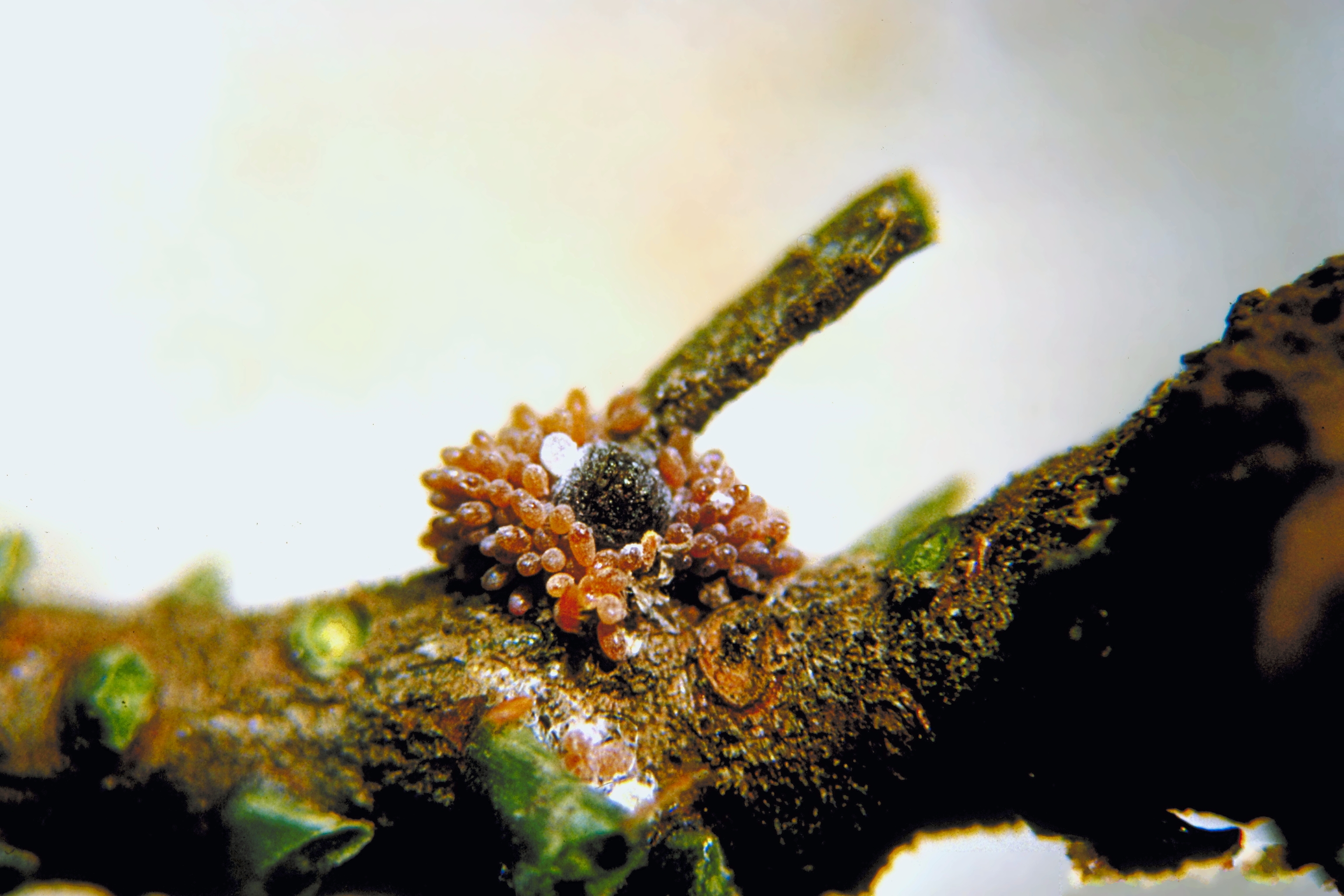
Eier

Die Tannenstammlaus gehört zu den sogenannten „anholozyklischen“ Arten der Adelgidae, das sind die Arten ohne Wirtswechsel und ohne geschlechtliche Fortpflanzung, bei denen sich die Weibchen ausschließlich parthenogenetisch vermehren. Dementsprechend findet der gesamte Lebenszyklus auf derselben Wirtsart, immer einer Tannenart, statt (diese entspricht dem sekundären Wirt beim Holozyklus, während die geschlechtliche Fortpflanzung auf einem primären Wirt stattfinden würde). Von den zahlreichen, auch morphologisch unterscheidbaren Stadien der Adelgidae ist bei der Art meist nur eines ausgeprägt, Sistens genannt. Nymphen des Sistens-Stadiums überwintern auf der Tanne, meist werden in der Folge nur weitere Sistens-Generationen erzeugt. Einige Individuen entwickeln sich alternativ weiter zum Progrediens-Stadium, das geflügelt oder ungeflügelt sein kann. Geflügelte Progredientes können als Relikt der bei den Vorfahren der Art verwirklichten holozyklischen, geschlechtlichen Fortpflanzung aufgefasst werden, sie spielen normalerweise keine Rolle. Allerdings ist, aufgrund der genetischen Daten, nun nachweisbar , dass es gelegentlich und ausnahmsweise auch bei dieser Art noch zur geschlechtlichen Fortpflanzung kommen muss.
Das Sistens-Stadium der Tannenstammlaus sitzt unbeweglich auf der Rinde von Tannen, im Leben von selbst erzeugten, weißwolligen Ausscheidungen aus Wachsfäden bedeckt. Die darin sitzenden Blattläuse sind schwärzlich-purpurn bis schwarz gefärbt mit kugeligem Körperumriss und weniger als einen Millimeter lang. Sie besitzen kurze Antennen aus drei Gliedern. Wie typisch für die Familie, fehlen die Siphonen oder Siphunculi genannten, bei anderen Blattläusen meist röhrenförmigen paarigen Auswüchse am Hinterleib vollständig. Oft finden sich neben den Blattläusen ihre Eigelege aus orange gefärbten, kleinen Eiern.
Die Unterscheidung der Sistentes von anderen Arten, insbesondere von ihrer Schwesterart Weißtannentrieblaus (Dreyfusia nordmannianae) ist schwierig und nur unter dem Mikroskop möglich. Die Bestimmung der Arten beruht auf dem ersten Stadium der Sistentes (das auch überwintert). Diese nur 0,33 bis 0,39 Millimeter langen Tiere tragen auf dem Rücken sechs Längsreihen aus Skleriten. Zwischen den beiden mittleren („spinalen“) Skleritreihen sitzen Porenplatten, die Wachsdrüsen tragen, diese sind in „Facetten“ genannte kleinere Felder gegliedert. Die zehn mittleren Felder (auf dem Mesothorax und Metathorax und den ersten drei Abdominalsegmenten) sind bei Dreyfusia piceae dreieckig geformt, mit drei bis sechs Facetten, insgesamt 26 bis 27, bei Dreyfusia nordmannianae rundlich, mit mehr, meist etwa sieben bis zwölf Facetten, insgesamt etwa 79 bis 80. Nymphen des ersten Stadiums der Progrediens-Nymphen besitzen keine Porenplatten und sind nicht bis zur Art bestimmbar.
Für den Forstpraktiker verrät sich der Befall durch die Tannenstammlaus durch ausgedehnte weiße Überzüge (der in den ausgeschiedenen Wachsfäden eingehüllten Insekten) auf der ansonsten dunklen Tannenrinde. Ähnliche Schadbilder verursacht allerdings auch die Weißtannentrieblaus (die außerdem auch regelmäßig die Nadeln besaugt) und die Europäische Weißtannentrieblaus Mindarus abietinus.

## Verbreitung und Lebensraum
Das natürliche Verbreitungsgebiet der Tannenstammlaus umfasst Europa, von Skandinavien im Norden (heute auch eingeschleppt auf Island) bis zum Mittelmeer im Süden überall dort, wo Tannen wachsen. Die auf Sizilien, im winzigen Areal der Nebrodi-Tanne (Abies nebrodensis) auf dieser vorkommende Form wird heute als Unterart nebrodensis (Binazzi & Covassi, 1991) gefasst.
Die Art wurde nach Nordamerika eingeschleppt, wo sie weitaus größere Fortschäden verursacht als in ihrer eigentlichen Heimat. Der erste amerikanische Fund stammt 1908 aus Maine im Nordosten der USA. Von dort breitete sie sich bis in die Nachkriegszeit über Neuengland und die angrenzenden Provinzen Kanadas. Der erste Fund im Westen des Kontinents stammt 1928 aus Kalifornien. Sie verbreitete sich von hier entlang der Pazifikküste, 1958 wurde im Norden British Columbia erreicht. Von den Küsten aus drang sie später ins Landesinnere vor, erst seit den 1980er Jahren etwa nach Idaho, Montana und Utah. Schon in den 1950er Jahren eroberte sie Gebiete in Virginia, North Carolina, in den südlichen Appalachen.
Man findet die Art sowohl in natürlichen Wäldern als auch in Anpflanzungen.

## Ernährung
Primärer Wirt der Art ist die Weißtanne (Abies alba). An der Griechischen Tanne (Abies cephalonica) tritt sie vermutlich nicht auf.
Die Tannenstammlaus saugt an den meisten Tannenarten, auch an nach Europa oder Amerika eingeführten asiatischen Arten. In Nordamerika sind Hauptwirte die Balsam-Tanne (Abies balsamea) und die Fraser-Tanne (Abies fraseri) im Osten des Kontinents, im Westen vor allem Felsengebirgs-Tanne (Abies lasiocarpa), Purpur-Tanne (Abies amabilis) und Küsten-Tanne (Abies grandis). Andere Tannenarten wie Kolorado-Tanne (Abies concolor), Edel-Tanne (Abies procera) und Pracht-Tanne (Abies magnifica) sind resistenter und werden nur gelegentlich befallen.

## Lebensweise
Es werden zwei, in den südlichen Appalachen gelegentlich drei oder bis zu vier, Generationen pro Jahr ausgebildet. In Europa sind zwei Generationen die Regel, eine im Frühjahr und eine im Spätsommer bis Herbst. Die Eier der ersten Generation werden im Juni und Juli, die der zweiten Generation im September und Oktober gelegt. Jedes Weibchen ist in der Lage bis zu 200 Eier zu legen. Die Art vermehrt sich im Normalfall parthenogenetisch, sexuelle Fortpflanzung bleibt aber möglich und kommt wohl, als seltene Ausnahme, hin und wieder vor. Die Tannenstammlaus ist nur im ersten Nymphenstadium fähig sich selbstständig zu bewegen (deshalb im Englischen „crawler“ genannt). Sobald diese Jugendform mit der Nahrungsaufnahme beginnt werden die Tiere bewegungsunfähig. Die Art überwintert im ersten Larvenstadium und fährt mit der Entwicklung im darauf folgenden Frühjahr fort. Die Eier und Larven können von den Wirtsbäumen fallen und unbeabsichtigt durch Menschen, Tiere und Fahrzeuge verbreitet werden. Die Jugendform ist in der Lage Strecken von bis zu 30 Metern selbstständig zurückzulegen. Oft wird sie vom Menschen mit Jungpflanzen, etwa aus Baumschulen, in entfernte Gebiete verbreitet, die sie aus eigener Kraft nicht erreichen könnte.

## Fressfeinde
Der Nadelbaum-Marienkäfer (Aphidecta obliterata), Laricobius erichsonii und Pullus impexus sowie die Gallmücke Aphidoletes thompsoni, Cremifania nigrocellulata und die Blattlausfliege Leucopis obscura sind natürliche Fressfeinde der Tannenstammlaus. Sie wurden mit mäßigem bis geringem Erfolg nach Nordamerika eingeführt.

## Schadwirkung
Während der Nahrungsaufnahme wird der Wirtsbaum bei amerikanischen Tannenarten dazu stimuliert anormale Holzzellen zu produzieren. Diese Holzzellen verringern die Fähigkeit des Baumes Wasser und Nährstoffe zu befördern. Erste Anzeichen für einen Befall sind Deformationen der Knospen und das Absterben von Ästen und Zweigen. Anhaltender Befall führt zur Hemmung des Höhen- und Dickenwachstums. Die Nadeln werden abgeworfen, wodurch die Fähigkeit zur Photosynthese abnimmt. Auf natürlichem Wege abgeworfene Nadeln werden nicht mehr ersetzt. Befallene Bäume können schon nach 3 bis 4 Jahren absterben. Diese Folgen treten bei der europäischen Weißtanne nicht auf.

## Bekämpfung
In Europa gilt Befall mit der Tannenstammlaus im Regelfall als nicht bekämpfungswürdig, weil die Schäden gering bleiben. Allerdings begünstigt der Befall durch die Schwächung des Baums das Auftreten von Sekundärschädlingen, vor allem des Weißtannenrüsslers (Pissodes piceae). Zur Vorbeugung werden waldbauliche Maßnahmen empfohlen, insbesondere Verjüngung in stufigen Mischbeständen, unter dem Schirm von Altbäumen. Eine effektive, aber teure Bekämpfung mit Chemikalien ist möglich. Diese wird nur bei Beständen, welche zur Samen- oder Christbaumproduktion dienen, eingesetzt. Ein flächiger Einsatz von Sprühmitteln, etwa von Flugzeugen aus, ist gegen die Art ineffektiv, da diese gegen die Mittel durch die Wachsausscheidungen gut geschützt ist. Eine weitere Bekämpfungsmethode ist die Fällung und Verbrennung von befallenen Bäumen. Es wurden natürliche Feinde nach Nordamerika eingeführt, allerdings haben sich diese als unzuverlässig erwiesen. Manchmal sind die befallen Bäume auch selbst in der Lage, die Tannenstammlaus zu bekämpfen.

## Bedeutung
Die Tannenstammlaus ist in Nordamerika ein gefährlicher Schädling und stellt vor allem für Bestände, welche zur Samenproduktion und zur Herstellung von Christbäumen genutzt werden, eine Bedrohung dar. Auch natürliche Wälder sind durch einen Befall stark gefährdet. Das Holz von befallenen Bäumen verliert an Qualität. Für asiatische und europäische Tannenarten stellt die Art keine Bedrohung dar. In den meisten Regionen und Ökosystemen führt der Befall nicht bis zum Aussterben der Tannen. Allerdings ist durch die Tannenstammlaus die Balsam-Tanne aus einigen subalpinen Regionen Oregons und Washingtons verdrängt. In den Appalachen sind Altbestände der Fraser-Tanne flächig abgestorben, die reichlich auftretende Verjüngung ist aber bisher kaum betroffen.

## Phylogenie, Taxonomie, Systematik
Die Art wurde von Julius Theodor Christian Ratzeburg, als Chermes piceae, erstbeschrieben. Der von Linné eingeführte Gattungsname Chermes ist in der Zuordnung unklar, er wurde lange Zeit für Blattläuse verwendet, die Typusart der Gattung gehört aber zu den Blattflöhen, er wird deshalb heute nicht mehr verwendet. Die Verwandtschaftsgruppe um die Art wird, je nach Auffassung, entweder als Gattung Dreyfusia aufgefasst, oder Dreyfusia gilt nur als eine Untergattung einer weitgefassten Gattung Adelges. Dreyfusia piceae ist die Typusart der (Unter-)Gattung. Die Artengruppe ist im Jahr 2020, auch mit genetischen Methoden, umfassend taxonomisch revidiert worden. Demnach sind die früher unterschiedenen Arten Dreyfusia merkeri (Zweibrütige
Tannentrieblaus) und Dreyfusia prelli in Wirklichkeit Hybride zwischen der Tannenstammlaus und der Weißtannentrieblaus, die erst vor kurzer Zeit nach der Einschleppung der Weißtannentrieblaus aus ihrer Heimat im Kaukasus nach Europa (Anfang des 19. Jahrhunderts) und nach Nordamerika (vermutlich Anfang des 20. Jahrhunderts) entstanden sind. Die von der Nebrodentanne als eigene Art beschriebene Dreyfusia nebrodensis ist eine Unterart von Dreyfusia piceae. Damit kommen in Europa und Nordamerika nur zwei Arten vor, alle anderen Vertreter von Dreyfusia leben in Ostasien. Die nach Nordamerika eingeschleppten Tiere gehen auf zwei verschiedene Einschleppungsereignisse zurück, beide Linien sind genetisch unterscheidbar. Eine der Linien, die im Nordosten des Kontinents verbreitet ist, wurde als Unterart Dreyfusia piceae canadensis Merker & Eichhorn, 1956, formal beschrieben. Viele Autoren unterscheiden in Nordamerika eine zweite Unterart Adelges piceae occidentalis Foottit and Mackauer 1983, die in British Columbia vorkommen soll, ihr Status ist ungeklärt. Die Tiere im Osten des nordamerikanischen Kontinents sind von denjenigen Zentraleuropas genetisch und morphologisch ununterscheidbar.
Folgt man dieser Argumentation, kommen in Europa nur zwei Dreyfusia-Arten vor. Auch diese sind morphologisch und genetisch sehr ähnlich zueinander und noch immer imstande, lebensfähige Hybride zu bilden. Nach den Methoden der molekularen Uhr haben sie sich erst vor relativ kurzer Zeit, höchstens vor etwa 100.000 Jahren, getrennt.